# Velkopolský národní park
Velkopolský národní park (polsky Wielkopolski Park Narodowy) je chráněné území v Polsku. Má rozlohu 75,84 km² a nachází se ve Velkopolsku jižně od Poznaně. Správa parku sídlí v obci Jeziory. Oblast ročně navštíví více než milion osob.

## Historie
Podle návrhu profesora Poznaňské univerzity Adama Wodziczka byly v roce 1932 vyhlášeny dvě malé rezervace: jedna poblíž Puszczykowa a druhé okolo jezera Kociołek. V roce 1957 byl založen národní park o rozloze 51 km² a v roce 1996 bylo jeho území zvětšeno na více než 75 km². Součástí národního parku je osmnáct přísně chráněných území o celkové rozloze 260 hektarů. 

## Geografie
Parkem protéká řeka Warta. Krajina byla formována pleistocenním zaledněním a vyznačuje se četnými jezery a morénami. Nejvyšším bodem je Osowa Góra (132 m n. m.). Turistickými zajímavostmi jsou mauzoleum rodiny Bierbaumů v Szreniawě a zřícenina zámečku Klaudyny Potocké na ostrově na Góreckém jezeře.

## Flóra a fauna
Většinu území pokrývá borový les. Žijí zde typičtí středoevropští savci (jelen evropský, prase divoké a jezevec lesní), ptáci (moták pochop, luňák hnědý, datel černý, mandelík hajní a potápka roháč), ryby (okoun říční, štika obecná a lín obecný), plazi (užovka obojková, slepýš křehký a ještěrka živorodá), pavouci (vodouch stříbřitý a křižák pruhovaný) a hmyz (tesařík obrovský, roháč obecný, cvrček polní, lýkohub sosnový a dřevokaz čárkovaný).

## Galerie

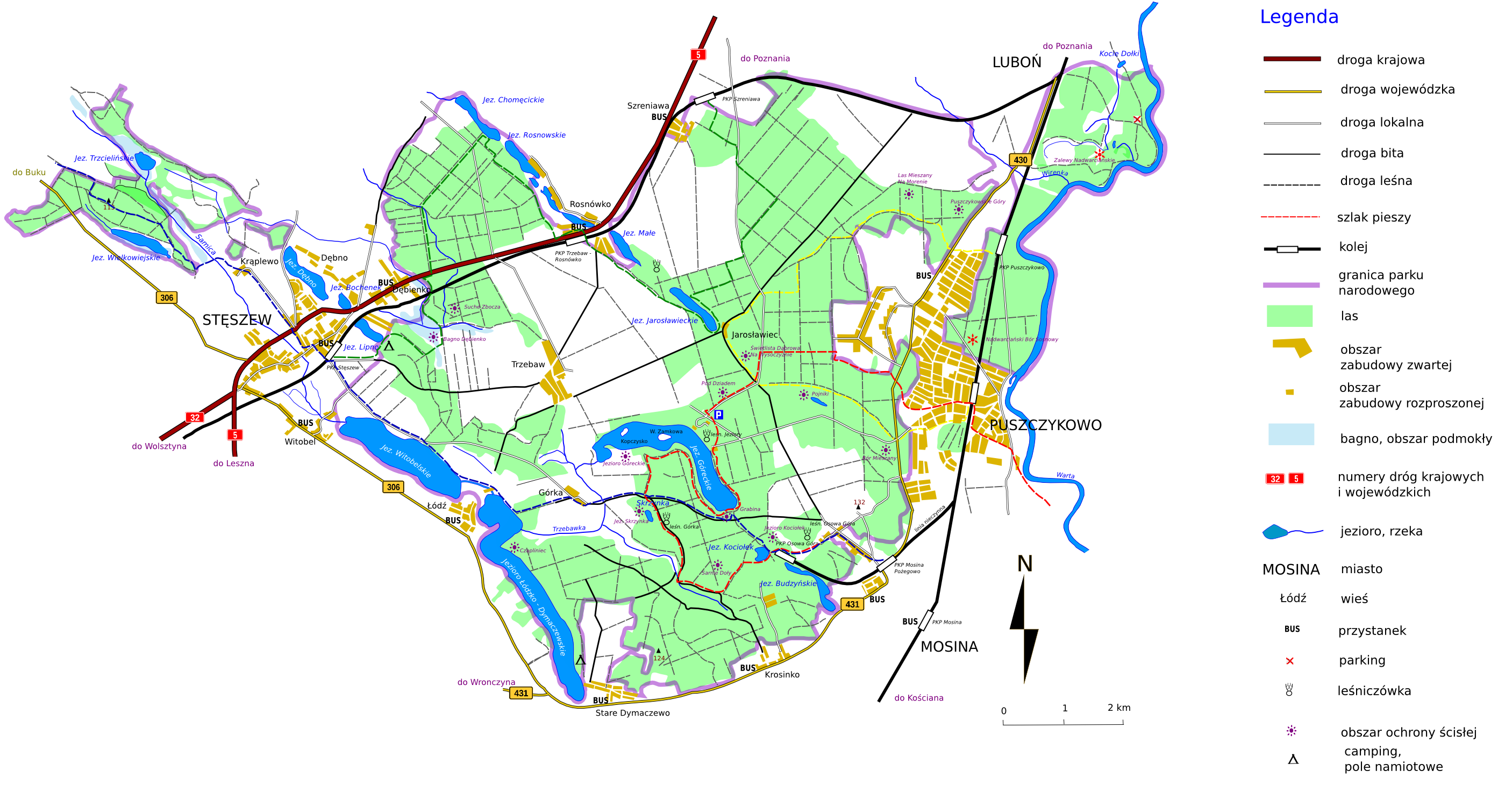
Mapa
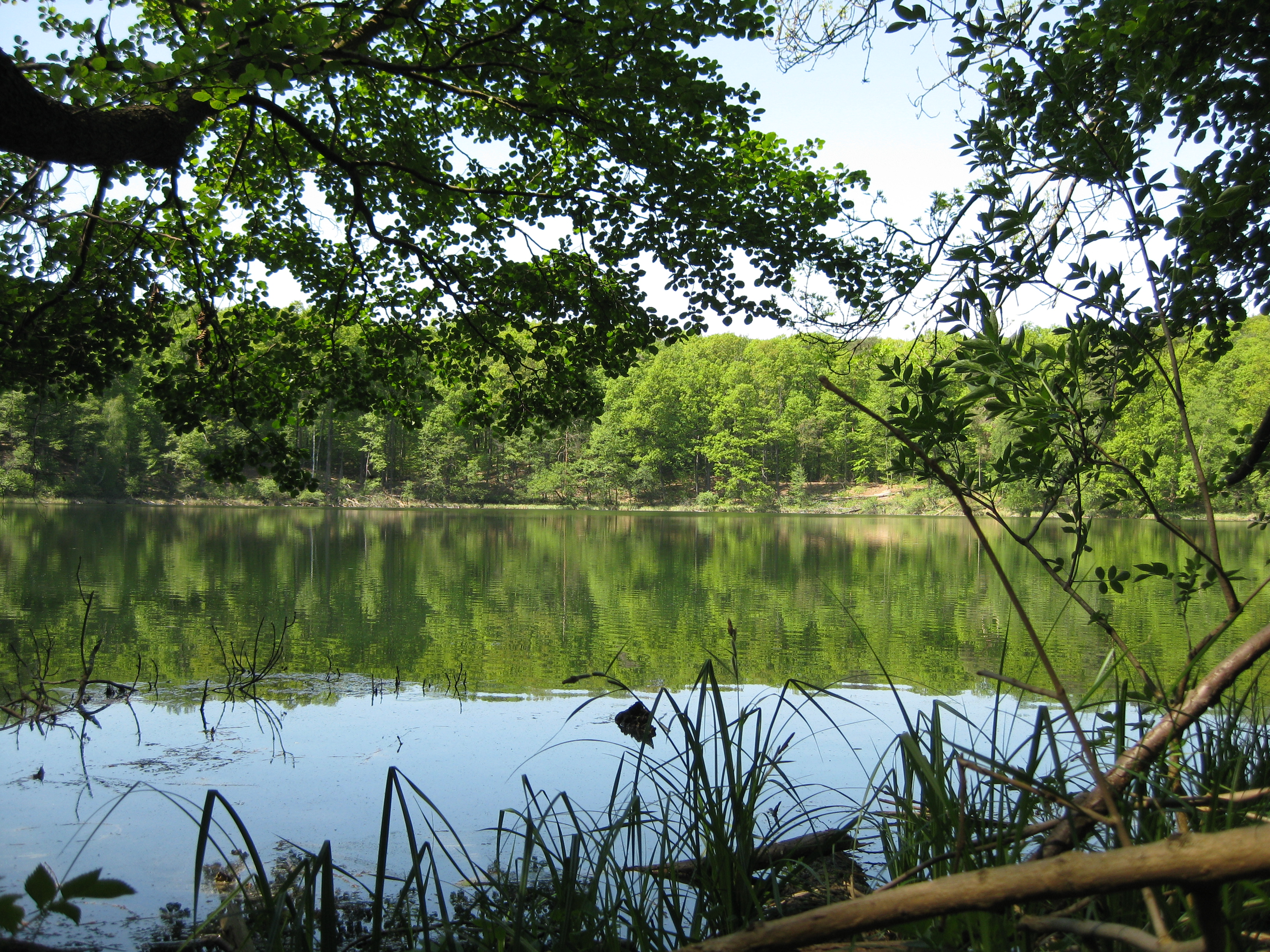
Jezero Kociołek
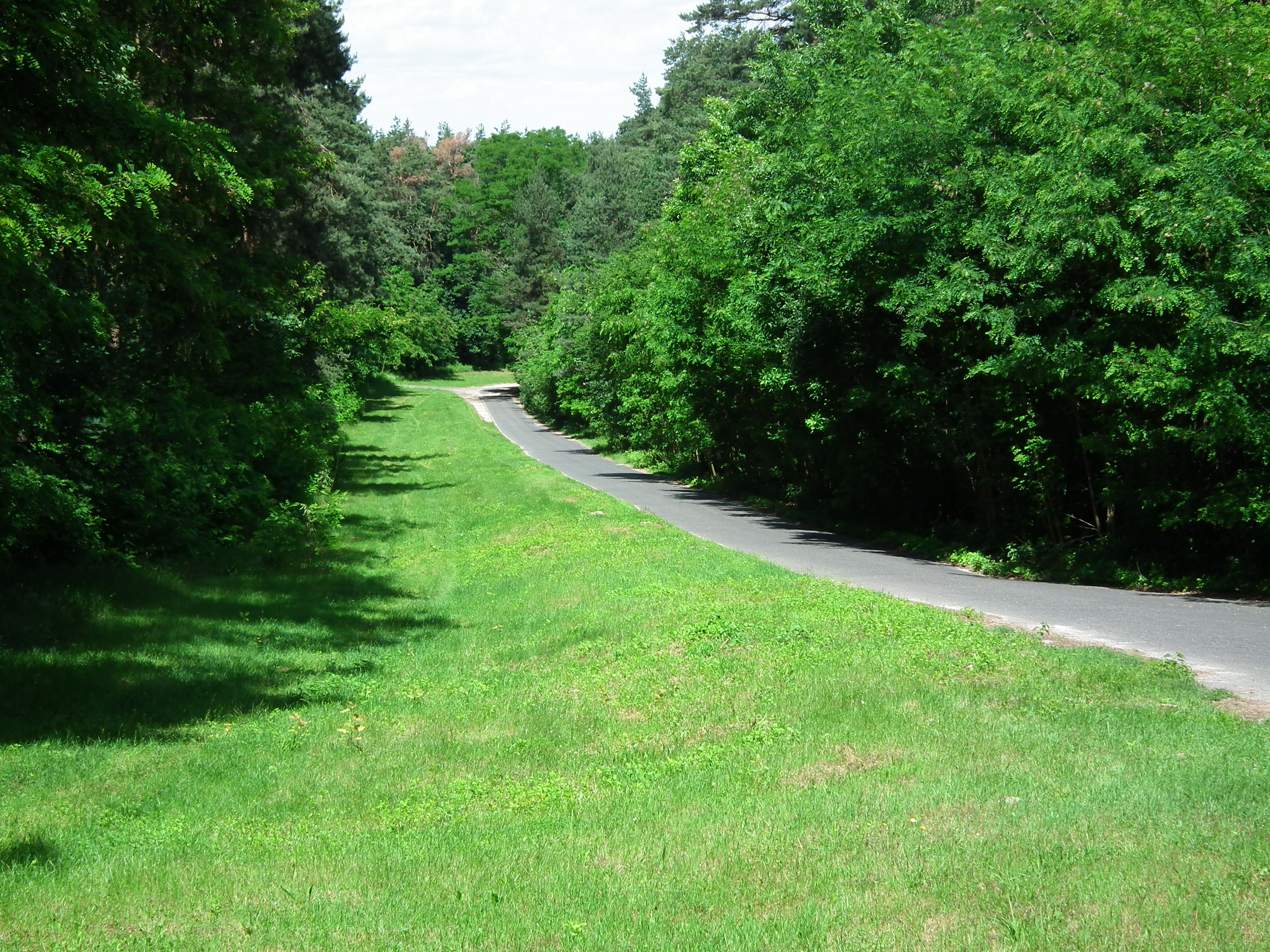
Osowa Gora
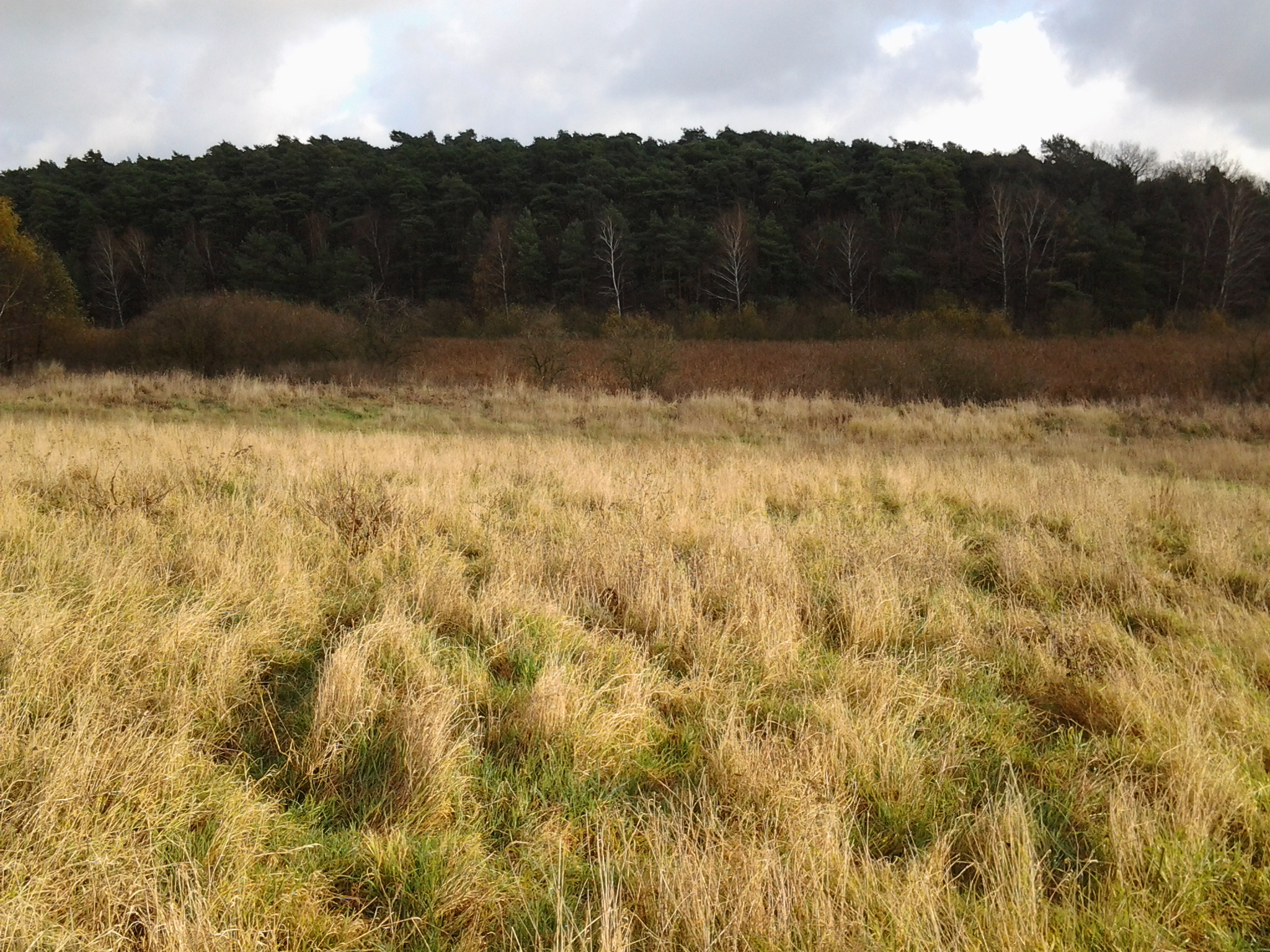
Bažina Dębienko
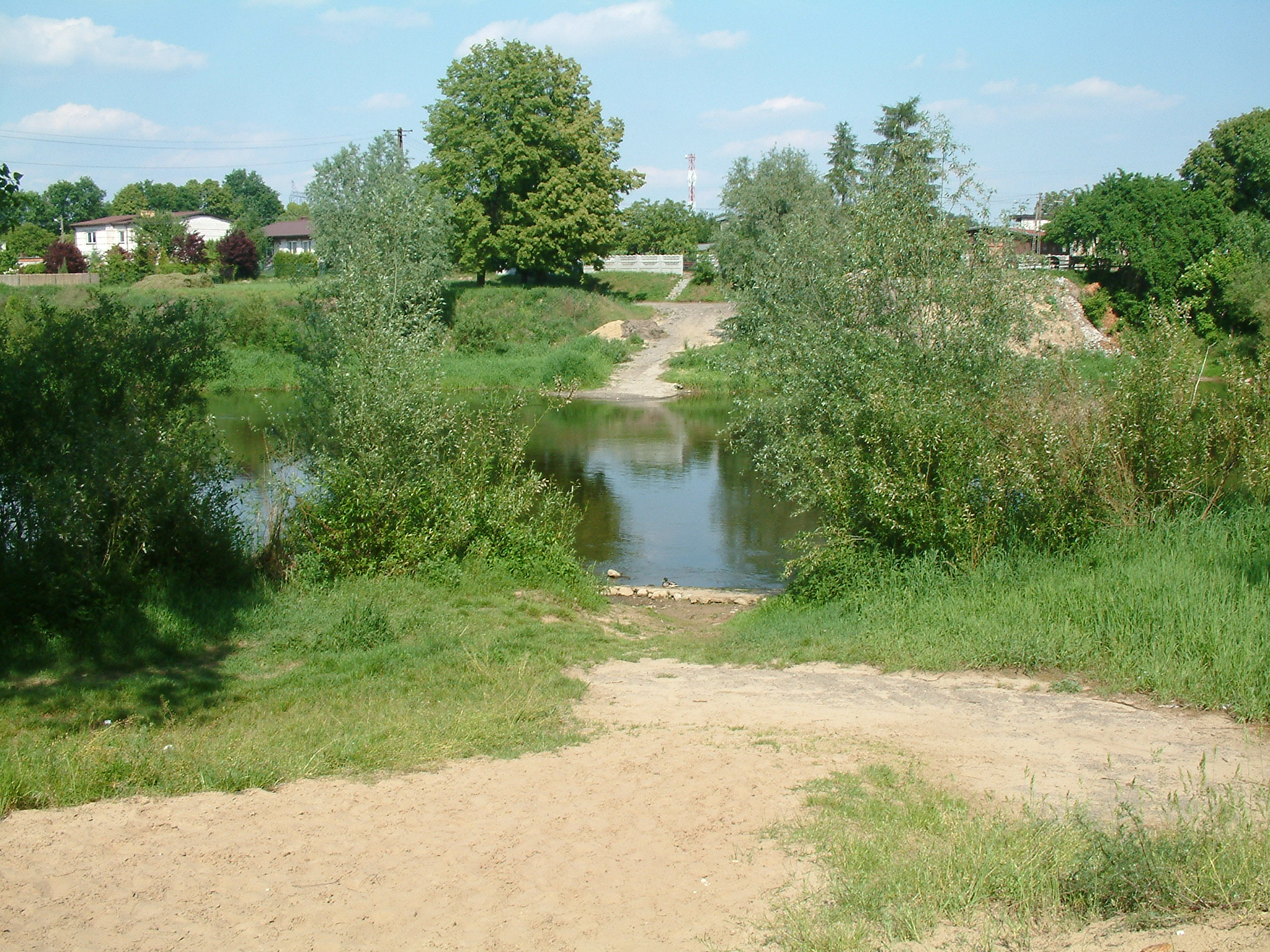
Warta
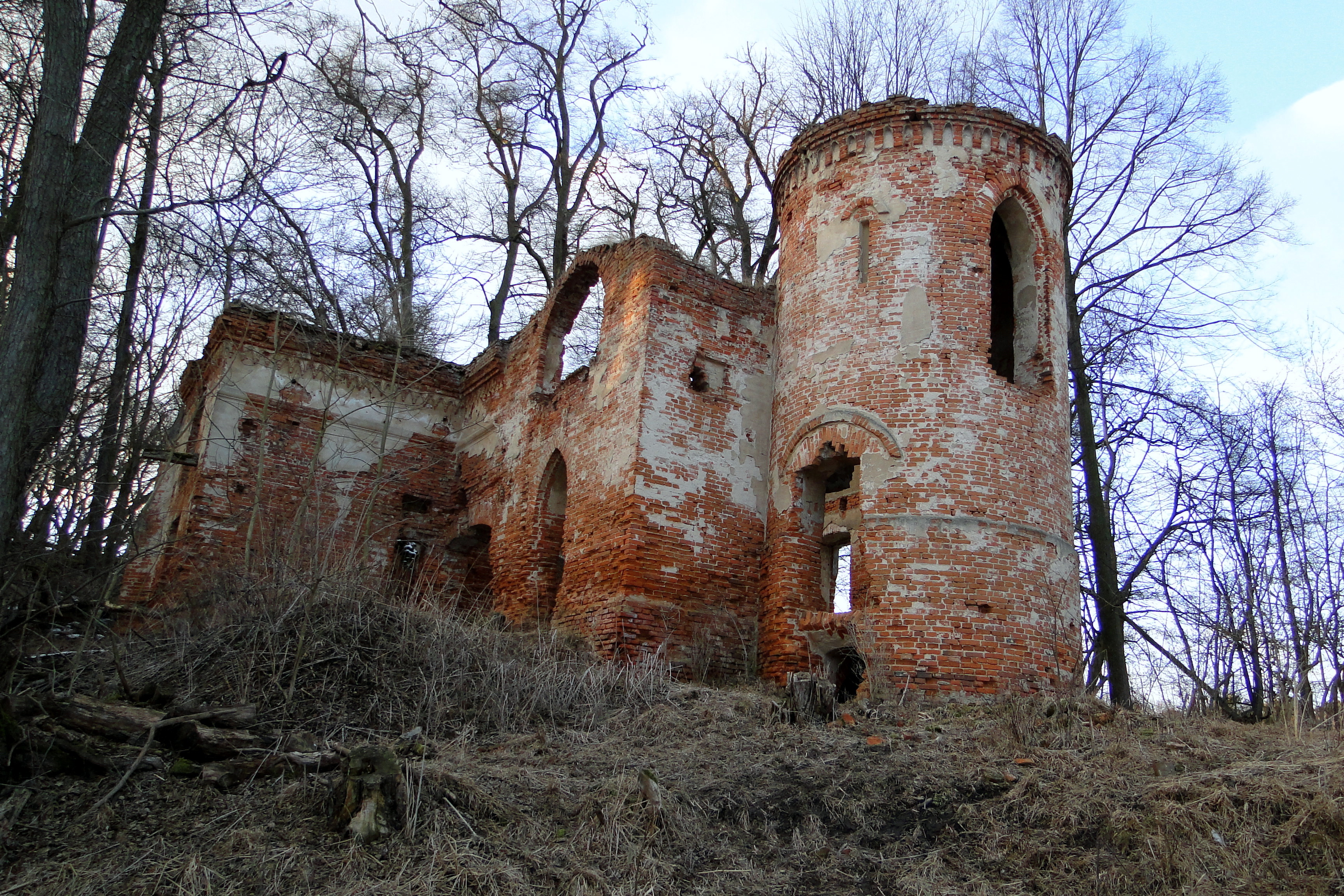
Zámek Klaudyny Potocké